# بيل أوي (كيبك)
بيل أوي، كيبك (بالإنجليزية: Beloeil)‏ هي مدينة كندية تقع في مقاطعة كيبك. تبلغ مساحة هذه المدينة 24.0879 (كم²)، ويبلغ عدد سكانها 18927 نسمة حسب إحصاء سنة 2006 م، بينما كان يسكنها 19053 نسمة في سنة 2001 م. تحتل هذه المدينة المرتبة رقم 201 بين مدن كندا حسب عدد السكان والمرتبة رقم 55 في المقاطعة. النمو سكاني في هذه المدينة يقدر بـ(-0.7).

## وصلات خارجية
- الأطلس الحكومي لكندا
- إحصاءات كندا مع ساعة تعداد السكان